# Communauté de communes du Pays de Châteaulin et du Porzay
Die Communauté de communes du Pays de Châteaulin et du Porzay ist ein ehemaliger französischer Gemeindeverband mit der Rechtsform einer Communauté de communes im Département Finistère in der Region Bretagne. Der Gemeindeverband wurde am 19. Dezember 2001 gegründet und bestand aus elf Gemeinden. Der Verwaltungssitz befand sich im Ort Châteaulin.

## Historische Entwicklung
Mit Wirkung vom 1. Januar 2017 fusionierte der Gemeindeverband mit der Communauté de communes de la Région de Pleyben und bildete so die Nachfolgeorganisation Communauté de communes Pleyben-Châteaulin-Porzay.

## Ehemalige Mitgliedsgemeinden
1. Cast
2. Châteaulin
3. Dinéault
4. Ploéven
5. Plomodiern
6. Plonévez-Porzay
7. Port-Launay
8. Quéménéven
9. Saint-Coulitz
10. Saint-Nic
11. Trégarvan